# Imprenta Nacional (Madrid)
La Imprenta Nacional fue un inmueble de la ciudad española de Madrid, ubicado en la calle de Carretas y construido a finales del siglo XVIII. El edificio, que a lo largo de su historia hizo las veces de imprenta, calcografía y casa de correos, desapareció en la primera mitad del siglo XX.

## Descripción
El edificio, fruto de un proyecto de los arquitectos Turrillo y Arnal, fue construido hacia finales del siglo XVIII, y se encontraba en el número 10 de la calle de Carretas, en Madrid.
El inmueble formaba un polígono irregular. Su planta baja contaba con poca elevación y en su centro estaba la portada, con tres ingresos, uno de medio punto en el centro y dos adintelados con recuadros encima de los costados. El ingreso principal consistía, como se dijo, en un arco de medio punto, fabricado en granito, decorado por dos columnas estriadas del mismo material, con basas y capiteles jónicos, terminando con un cornisamento a la altura total del inmueble. Sede de la Imprenta y Calcografía Real o Nacional, la ocupó cierto tiempo una empresa de diligencias, volvió luego a la Administración de Correos y al reconstituirse la Imprenta Nacional se instaló esta en el edificio. En el Diccionario geográfico-estadístico-historico de España y sus posesiones de ultramar se le describía como «uno de los mas suntuosos de Madrid». El edificio, sobre cuyo solar se construirían el Hotel Madrid y el Teatro Albéniz, desapareció antes de finalizar la primera mitad del siglo XX.
La institución de la Imprenta Nacional tuvo, posterior a esta de Carretas, otra sede en la calle del Cid, vecina a la Biblioteca Nacional de España.